# Río Blanco (vattendrag i Honduras, Departamento de Santa Bárbara, lat 15,25, long -88,52)
Río Blanco är ett vattendrag i Honduras.   Det ligger i departementet Departamento de Santa Bárbara, i den västra delen av landet, 190 km nordväst om huvudstaden Tegucigalpa.